# Satena
A SATENA (acrónimo de: Serviço Aéreo a Territórios Nacionais) é uma companhia aérea comercial de passageiros, propriedade do Estado Colombiano, fundada a 12 de Abril de 1962. Está sediada em Fontibón, Bogotá. Cobre rotas nacionais e regionais a partir do Aeroporto Internacional El Dorado em Bogotá; do Aeroporto Olaya Herrera de Medellín; e do Aeroporto Internacional Alfonso Bonilla Aragón de Palmira (que serve a Santiago de Cáli).
Em finais de 2007, a SATENA tornou-se na terceira companhia aérea da Colômbia, transportando mais de um milhão (1.000.000) de passageiros num ano.

## História
A SATENA nasceu com a assinatura do decreto 940 de 12 de Abril de 1962, aprovado por Alberto Lleras Camargo, então Presidente de Colômbia. Desde então, a empresa é controlada pela Força Aérea Colombiana. Iniciou operações com uma frota composta por um Douglas C-54 Skymaster, dois Douglas C-47 Skytrain, dois Beaver L-20 e dois PBY Catalina anfibios nas rotas: Bogotá - Leticia, Leticia - Tarapacá - El Encanto - Porto Leguízamo. Em 1964 chegaram mais três C-47 e dois C-54, doados pela United States Agency for International Development. A SATENA passava assim a ter um total de 12 aeronaves.
Quatro anos mais tarde, Carlos Lleras Restrepo aprovou a lei 80 de 12 de Dezembro de 1968, na qual se decretou que a companhia aérea funcionaria como estabelecimento público, com um próprio património e que estaria unida ao Ministério da Defesa. Em 1972 fez-se a transição de aviões a pistão para aeronaves a turboélice adquirindo assim quatro Avro 748 com capacidade para 48 passageiros. Entre 1984 e 1985 juntaram-se à frota dois Fokker F28, cada um podendo transportar até 65 pessoas. Depois do terramoto de 6 de Junho de 1994 e com aviões CASA C-212 Aviocar, a SATENA colaborou nas buscas, resgate e transporte de pessoas dos departamentos de Cauca e Huila.
Com a chegada de seis Dornier 328 em 1996, a frota aérea regional da companhia começou a ser renovada, bem como a sua imagem corporativa. Cinco anos mais tarde, em 2001, a SATENA registou 6,5% de participação no mercado aéreo nacional de Colômbia. No período entre 2002 e 2005, a frota expandiu-se com cinco Embraer ERJ-145ER com capacidade para 50 passageiros. Em finais de 2006, foram adquiridos dois Embraer ERJ-170LR.
No final do ano 2010, a SATENA sofreu de problemas financeiros, na forma de dívidas bancárias de biliões de pesos (120 biliões, concretamente) e prejuízos de 25 biliões de pesos. Desta forma, o Governo nacional propôs uma lei para a companhia aérea poder sair da crise e ser competitiva no mercado de transporte aéreo nacional. O objectivo passava pela recapitalização da SATENA em 98 biliões de pesos, com a venda proposta de 49 por cento das acções. O processo, democrático, deveria estender-se por dois anos. O Estado continuaria como accionista maioritário (51 por cento das acções).

## Frota
Actualmente, a SATENA possui 20 aeronaves. Os últimos aviões a entrar, a 11 de Dezembro de 2010, foram dois ATR 42-500, significando o fim das operações de três Embraer ERJ-145EP, dando-se início a uma renovação de frota. Em 2015, a sua frota encontra-se distribuída da seguinte maneira:

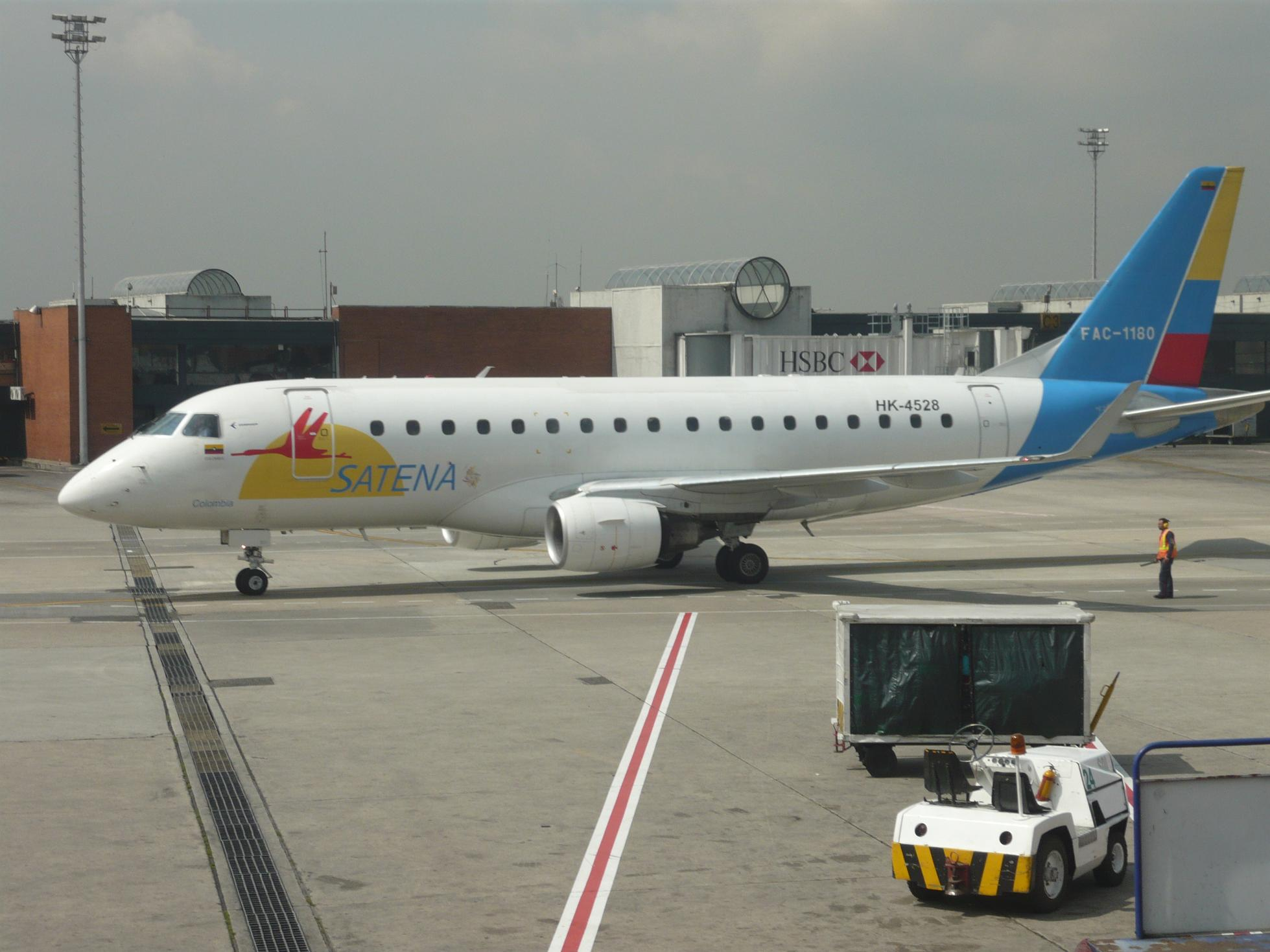
ERJ 170

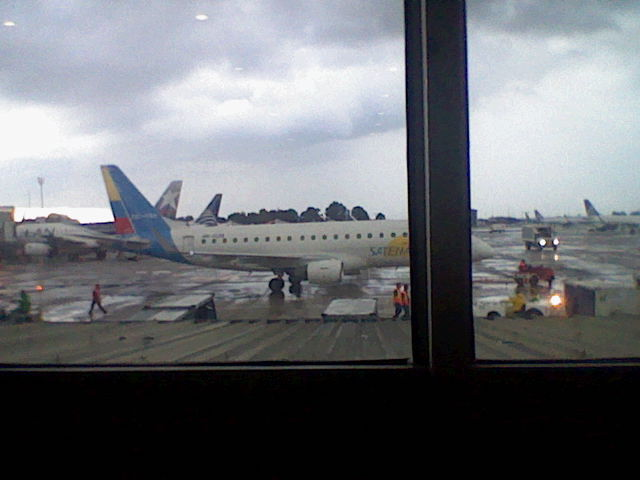
Embraer ERJ-170LR no Aeroporto de Bogotá.

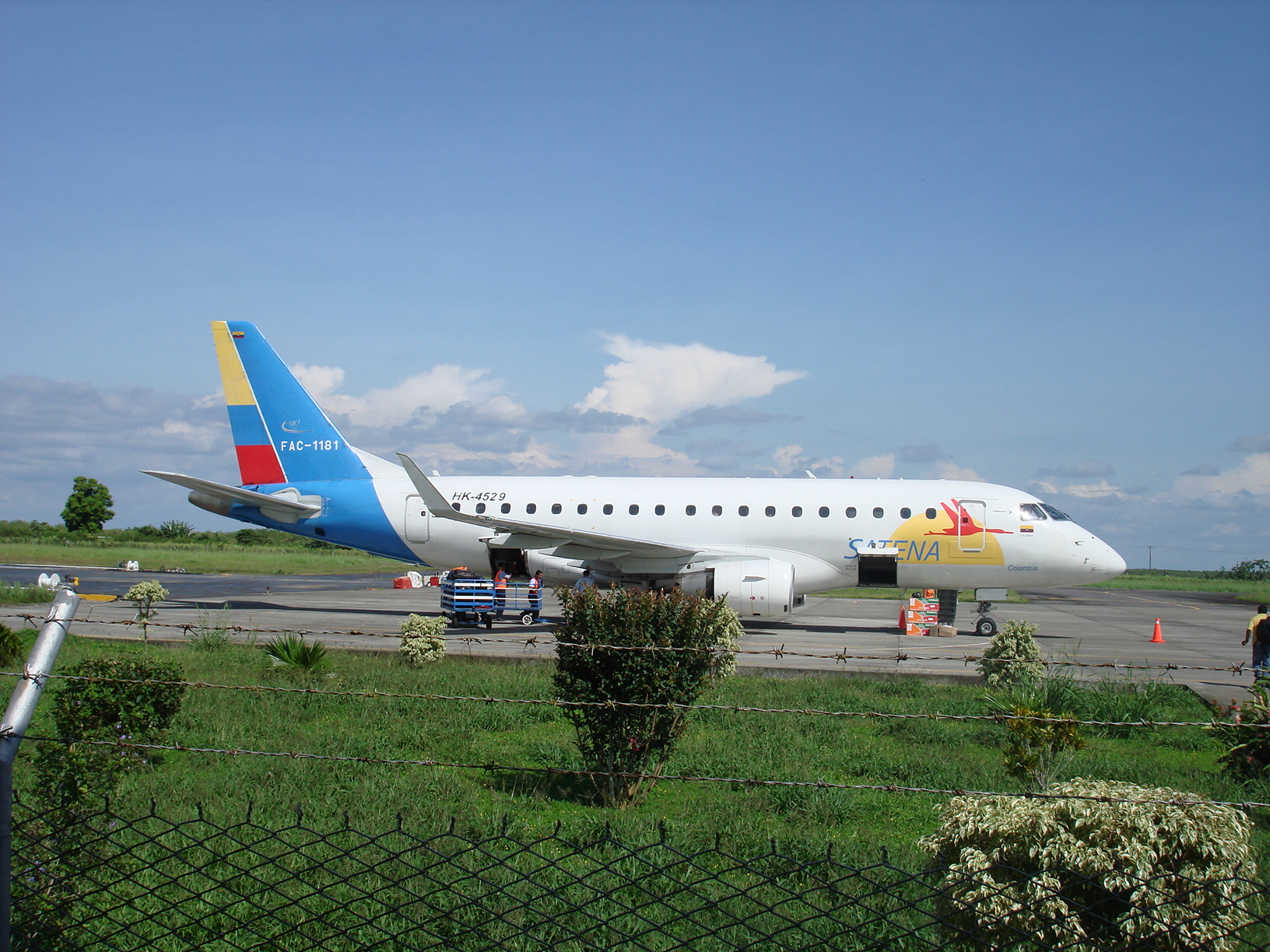
Embraer ERJ-170LR no aeroporto La Flórida de Tumaco.

| Avião                 | Total | Encomendados (Armazenados) | Passageiros(Classe económica)               |                                             |
| --------------------- | ----- | -------------------------- | ------------------------------------------- | ------------------------------------------- |
| ATR 42-500            | 9     | -                          | 48                                          |                                             |
| ATR 72-500            | 1     | - (1)                      | 70                                          |                                             |
| Embraer ERJ 145       | 2     | -                          | 50                                          |                                             |
| Embraer ERJ-170-100SL | 1     | -                          | 76                                          |                                             |
| Total                 | 13    | '                          | Última actualização: 14 de Setembro de 2015 | Última actualização: 14 de Setembro de 2015 |

## Acidentes e incidentes
- Em 1979, um Hawker Siddeley HS 748 de matrícula FAC-1101 caiu depois do mecânico Armando Nieto Jaramillo se ter apoderado deste num hangar do aeroporto El Dorado, devido a um descuido dos seguranças. Nieto despenhou o avião no bairro Marco Fidel Suárez, provocando a morte de duas pessoas, além do próprio Nieto. Houve intencionalidade no acidente, com propósito de suicídio, e Nieto estaria a tentar despenhar o avião contra a casa dos seus pais, nas imediações do local da queda.[12]
- Em 1985, um Fokker F-28 de matrícula FAC 1140 teve um acidente junto da cidade de Florencia (Caquetá) durante a aproximação ao aeroporto  Gustavo Artunduaga Paredes. Concluiu-se que por trás do acidente esteve um descuido da tripulação na tentativa de aterrar de forma forçada em condições adversas. Os 46 passageiros e a tripulação a bordo perderam as vidas, enquanto a aeronave ficou toda destruída.[13][14]
- No dia 18 de Novembro de 1990, um avião CASA C212 que seguia entre Quibdó e Bogotá despenhou-se, matando os 16 ocupantes.[15]
- A 30 de Janeiro de 2001, um Dornier 328 de matrícula FAC 1165, sofreu um sequestro de um desertor das FARC ao preparar-se para descolar do Aeroporto Eduardo Solano. Com 21 passageiros e seis tripulantes a bordo, o avião iria fazer a rota San Vicente do Caguán - Neiva - Bogotá. O sequestrador mandou o capitão descolar e pedir autorização para aterrar na Base Militar de CATAM. O sequestrador pedia, após quatro horas em terra, para ser levado para a Costa Rica ou para ser atendido pela Cruz Vermelha Internacional. Acabou por ser imobilizado e desarmado, com todos os restantes ocupantes do avião a saírem ilesos.[16][17]
- A 8 de Maio de 2003, um CASA da SATENA foi atingido por 5 balas na fuselagem, quando ia aterrar no Aeroporto de Macarena. Proveniente de Villavicencio, o avião tinha a bordo 15 passageiros e quatro tripulantes. Apesar do incidente, conseguiu aterrar sem ferir os seus ocupantes.[18]
- No dia 5 de Maio de 2010, um Embraer-145 da companhia, que ligava Bogotá a Mitu, saiu da pista na aterragem devido às condições meteorológicas adversas (pista molhada). Os 37 passageiros saíram ilesos, ao passo que na tripulação apenas o capitão sofreu ferimentos ligeiros. Os danos estruturais significaram a perda total da aeronave.[19][20]

## Reconhecimentos
- Troféu Internacional à Qualidade Clube de Líderes do Comércio entregado em outubro de 1991.[21]
- Condecoración "Ordem Nacional ao Mérito" no grau de Cruz de Prata outorgada o 25 de julho de 1987.[5]
- Condecoración Serviços Distintos "Grande Medalha" conferida pelo Departamento Administrativo de Segurança a SATENA o 30 de outubro de 1997.[5]
- Condecoración "Grande Medalha" da Ordem Flor do Guaviare outorgada o 19 de março de 2001.[5]

## Códigos Compartilhados
- Conviasa[22]
- Avianca[23]